# Педро Инфанте
Педро Инфанте Крус (на испански: Pedro Infante Cruz) е мексикански певец и актьор.

## Биография
Той е роден на 18 ноември 1917 година в Масатлан в щата Синалоа в семейството на музикант. В края на 30-те години се установява в столицата Мексико, където прави първите си записи на популярна музика. От 1943 година се снима в киното и скоро се превръща в една от най-големите звезди на Златния век на мексиканското кино, наред с Хорхе Негрете и Хавиер Солис.
Педро Инфанте умира на 15 април 1957 година при самолетна катастрофа в Мерида.